# مطار مكيراس
مطار مكيراس (بالإنجليزية: Mukeiras Airport)‏ هو مطار يقع في مكيراس جنوبي اليمن.